# Typhlomyrmex
Typhlomyrmex es un género de hormigas perteneciente a la familia Formicidae, categorizado en la tribu Ectatommini. Fue descrito por Gustav Mayr en 1862.

## Especies
- Typhlomyrmex clavicornis Emery, 1906
- Typhlomyrmex foreli Santschi, 1925
- Typhlomyrmex major Santschi, 1923
- Typhlomyrmex meire Lacau, Villemant & Delabie, 2004
- Typhlomyrmex prolatus Brown, 1965
- Typhlomyrmex pusillus Emery, 1894
- Typhlomyrmex rogenhoferi Mayr, 1862